# Honningtunger
Honningtunger er en skønlitterær roman skrevet af norske Helene Uri og udgivet i 2002 (på dansk 2006). Bogen kan sammenlignes med den danske bog Undtagelsen (af Christian Jungersen), da den skildrer et af samtidens største socialproblemer, mobning. Helene Uri skriver til forskel fra Christian Jungersen dog om privatlivet. 
Læseren bliver trukket med ind i et kvindeunivers spækket med spydigheder, mobning og dialoger, med mere end én fortolkningsmulighed. 
Romanen tager udgangspunkt i fire veninder, der sammen har en syklub. Da syklubben har jubilæum skal pigerne på storbyferie i København, hvor historien tager en drastisk drejning.